# San Agustín (Argentine)

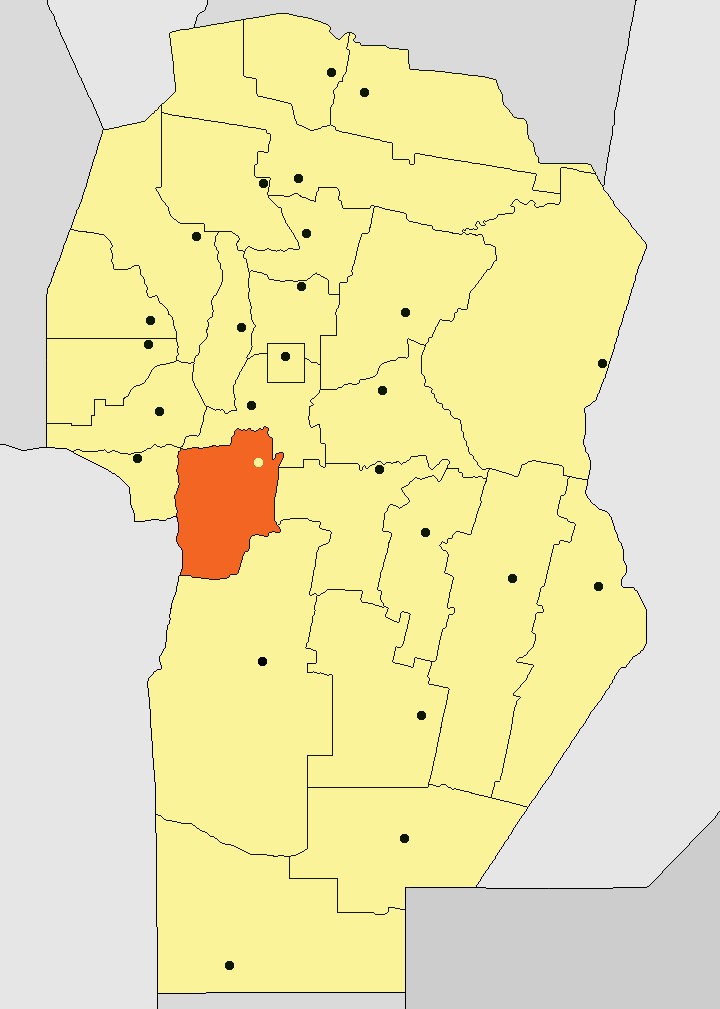
Localisation de la ville dans la province

Pour les articles homonymes, voir San Agustin.
San Agustín est une ville de la province de Córdoba, en Argentine, et le chef-lieu du département de Calamuchita. Elle est située à 70 km de la capitale provinciale Córdoba. Sa population s'élevait à 2 870 habitants en 2001.